# Isochariesthes flava
Isochariesthes flava är en skalbaggsart som först beskrevs av Konrad Fiedler 1939.  Isochariesthes flava ingår i släktet Isochariesthes och familjen långhorningar.
Artens utbredningsområde är Gabon. Inga underarter finns listade i Catalogue of Life.